# Rudolf Kunz (Divisionär)
Rudolf Kunz (* 28. November 1856 in Regensberg; † 1. Dezember 1930 in Lugano) war ein Schweizer Offizier.

## Leben
Rudolf Kunz war Sohn des gleichnamigen Rechtsagenten und Gastwirts und der Dorothea geborene Krauer. Er studierte Architektur an der ETH Zürich und der Technischen Hochschule Stuttgart, wo er Mitglied des Corps Rhenania wurde. Nach dem Studium trat er in die Schweizer Armee ein. 1884 wurde er zum Instruktionsoffizier ernannt. 1905 wurde er zum Oberst befördert und zum Artilleriechef des 3. Armeekorps ernannt. 1913 erfolgte seine Ernennung zum Waffenchef der Artillerie. Mit Ausbruch des Ersten Weltkriegs wurde er zum Divisionär befördert und zugleich zum Artilleriechef der Armee ernannt. Nach Kriegsende war er weiterhin Waffenchef der Artillerie. Aus dieser Position trat er 1919 in den Ruhestand ein. Er war verheiratet mit Margaretha Speich.